# Kelemen István (színművész)
Kelemen István (Budapest, 1967. július 21. –) magyar színművész.

## Életpályája
Édesapja tanár, édesanyja könyvelőként dolgozott. Autószerelői szakközépiskolában (Fáy András Közlekedési Szakközépiskola) érettségizett, műszaki vonalon szeretett volna továbbtanulni. Elsőre nem vették fel a színművészetire, ezért egy évet a Nemzeti Stúdióban töltött el. 1988–1992 között a Színház- és Filmművészeti Főiskola hallgatója volt. Főiskolai gyakorlatát a Madách Színházban töltötte. 1992–2007 között a Madách Színház tagja volt. Később szabadúszóként a Játékszínben szerepelt. 2009-től a székesfehérvári Vörösmarty Színház tagja.
Családjával Gárdonyban él. Felesége óvónő, két gyermekük: Csanád és Berta Anna.

## Fontosabb színházi szerepei
- Karinthy Frigyes: Utazás a koponyám körül (monodráma, a Színház- és Filmművészeti Főiskola vizsgaelőadásaként) (1991)
- William Shakespeare: Téli rege – Florizel (1992)
- Örkény István: Pisti a vérzivatarban – A kimért (1992)
- Shakespeare: Ahogy tetszik – Silvius (1994)
- James Goldmann: Az oroszlán télen – Fülöp (1994)
- John Boynton Priestley: Váratlan vendég – Eric (1995)
- Friedrich Schiller: Stuart Mária – Mortimer (1995)
- Scarnacci–Tarabusi: Kaviár és lencse – Nicola Vietoris (1995)
- Németh László: Széchenyi – Béla (1995)
- Voskovec–Werich: A Nehéz Barbara (1995)
- Bródy Sándor: A medikus – Filozopter (1996)
- Moldova György: Az Ifjú Gárda, avagy Ugyan már, Ibolyka! – Perlaki (1996)
- Fazekas Mihály – Schwajda György: Ludas Matyi – Matyi (1996)
- Stein–Bock–Harnick: Hegedűs a háztetőn – Mótel (1996)
- Thomas Mann: Mario és a varázsló – Mario (1996)
- Albert Camus: Caligula – Caligula (1997)
- Herman Wouk: Zendülés a Caine hajón – Dr. Bird (1998)
- Romain Weingarten: Hó (1998)
- Fernando Pessoa: Ez az ősi szorongás – Pessoa (1999)
- Psota! (Örkény István Színház) – közreműködő (1999)
- Alan Benett: Hölgy a furgonban – Anya orvosa
- Szomory Dezső: Hagyd a nagypapát – Raády Gida (2000)
- Molnár Ferenc: Játék a kastélyban – Ádám (2001)
- Karinthy Ferenc: Szellemidézés – Dezső (2002)
- Vadnay László: A csúnya lány (2002)
- Friedrich Dürrenmatt: Írói élmény – Titkár (2003)
- Tóth-Máthé Miklós: Rodostó – Rákóczi György; A zsoltáros és a zsoldos – Szenczi Molnár Albert (2003)
- Ken Kesey – Dale Wassermann: Kakukkfészek – Billy Bibbit (2003)
- Bognár László: Élektra – Kasztór (2004)
- Gyurkovics Tibor: Nagyvizit – Kisdoktor (2004)
- Eugene O’Neill: Vágy a szilfák alatt (2004)
- Békés Pál: A kétbalkezes varázsló – Dzsinn Fizz (2004)
- Noël Coward: Ne nevess korán – Roland Maule (2005)
- Dumas – Bolland – Bolland – Bogaev: A 3 testőr – Lakáj, Komédiás (2006)
- Jean Poiret: Őrült nők ketrece – Zorba (2006)
- Neil Simon: Mezítláb a parkban – Telefonszerelő (2007)
- Friedrich Schiller: Stuart Mária – Melvil (2009)
- Parti Nagy Lajos: Ibusár – Istensegitsy, Jénai (2009)
- Per Olov Enquist: A tribádok éjszakája – Viggo Schiwe (2009)
- Matei Vișniec: A kommunizmus története elmebetegeknek – Timofej (2010)
- Karinthy Frigyes: Utazás a koponyám körül (monodráma) (2010)
- Scarnacci–Tarabusi: Kaviár és lencse – Alexis (2010)
- Arthur Miller: Az ügynök halála – Howard Wagner (2010)
- Arthur Miller: Édes fiaim – Dr. Jim Bayliss (2010)
- William Shakespeare: Macbeth – Rosse, skót nemes (2011)
- Szirmai–Bakonyi–Gábor: Mágnás Miska – Mixi gróf (2011)
- Tasnádi István: Finito – Bicke B. László, költő (2011)
- Kálmán–Stein–Jenbach–Békeffy–Kellér–Gábor után Mohácsi István – Mohácsi János: Csárdáskirálynő – Károly főherceg (2012)
- Molnár Ferenc: A testőr – Kritikus (2012)
- Herczeg Ferenc: Bizánc –  Korax (2012)
- Huszka Jenő – Martos Ferenc: Lili bárónő – Belényesi Kázmér gróf (2012)
- Rideg Sándor: Indul a bakterház – Buga Jóska (2013)
- Mark Twain: Koldus és királyfi – Yokel (2013)
- Neil Simon: Furcsa pár (női változat) – Tüzesvérű latin szomszéd (2013)
- Michael Ende – Faragó Béla – Matuz János: Momo – 4. ügynök (később az Időtakarék elnöke) (2014)
- Fjodor Mihajlovics Dosztojevszkij: A félkegyelmű – Ferdiscsenko, Radomszkij (2014)
- Presser Gábor – Sztevanovity Dusán: Padlás – Herceg (szellem) (2014)
- Peter Shaffer: Amadeus – Udvarmester (2014)
- William Shakespeare: Hamlet – Marcellus, Pap (2014)
- Francis Veber: Balfácánt vacsorára – Cheval (2014)
- Petőfi Sándor: János Vitéz – közreműködő (2015)
- Tracy Letts: Augusztus Oklahomában – Deon Gilbeau (2015)
- Beaumarchais: Figaro házassága – Antonio (2015)
- William Shakespeare: A velencei kalmár – Dózse, Marokkó hercege (2015)
- Neil Simon: Pletykák – Welch (2016)
- Georges Feydeau: A hülyéje – Narcisse Soldignac (2016)
- Bertolt Brecht: Jóembert keresünk – Férj (2017)
- Szabó Magda: Régimódi történet – Orvos (2017)

## Film és televíziós szerepei
- Shakespeare: Lear király (színházi felvétel, Madách Színház, 115 perc, 1992)
- Enyém a képernyő – Vadkabát ízzel (Benedek Miklós szórakoztató műsora, 57 perc, 1993) – közreműködő
- Albérlet Cinkotán (tévéfilm, 1993), a Családi kör sorozat epizódja
- A magyar irodalom képes története (dokumentumfilm sorozat, 1994)
- Devictus Vincit (két részes film Mindszentyről, 1994) – közreműködő
- Téli világ – Petőfi Sándor versei (versösszeállítás, 30 perc, 1998)
- Rodostó Kassán (Tóth Máthé Miklós Rodostó című kamaradarabjának előadása, 59 perc, 2003)
- A tudás hazája (a Nemzeti Kutatási és Technológiai Hivatal 8 részes sorozata, egy epizód 25 perces, 2004–2006) – narrátor
- Nagyvizit (színházi felvétel, 111 perc, 2006) – Kisdoktor
- Tűzvonalban (tévés bűnügyi akciósorozat, 2007–2010) – Pista
- A legbátrabb város (Matúz Gábor dokumentum játékfilmje a balassagyarmati felkelésről, 2009) – közreműködő
- Mária evangéliuma (színházi felvétel, Madách Színház, 107 perc, 2010) – III. pásztor
- Életem legrosszabb napja (filmdráma, 96 perc, 2017) – Doki
- Ítélet és kegyelem (tévéfilm, 70 perc, 2021) – Valkay

## Díjai és kitüntetései
- Kazinczy érem
- Mensáros László-díj (1998)
- Vörösmarty Mihály-díj
- Magyar Arany Érdemkereszt (2019)